# Oecanthus fultoni
Oecanthus fultoni Walker, 1962 è un insetto ortottero della famiglia Gryllidae, diffuso nell'America settentrionale.